# Corsair (Marvel)
Corsair (Majoor Christopher Summers, USAF) is een personage uit de strips van Marvel Comics. Hij is het beste bekend als de vader van de X-Men leden Cyclops, Havok en Vulcan. Hij verscheen voor het eerst in X-Men #104, en werd bedacht door Chris Claremont en Dave Cockrum.

## Biografie
Summers, zijn vrouw Katherine, en hun zonen Scott en Alex woonden in Alaska. Summers nam zijn gezin mee voor een tochtje in hun vliegtuig, toen ze aan werden gevallen door een Shi’ar ruimteschip. Toen het vliegtuig neerstortte wierp Summers zijn zonen aan een parachute uit het vliegtuig. Net voor de crash werden hij en zijn vrouw gevangen door het ruimteschip en meegenomen.
Summers werd als slaaf naar de mijnen gestuurd, maar de Shi’ar keizer D’Ken was onder de indruk van Katherine en hield haar bij zich. Ze werd later door hem gedood vlak voor Summers ogen als wijze van amusement. Summers ontsnapte uiteindelijk uit de mijnen en sloot zich aan bij een groep aliens die een opstand tegen de Shi’ar leidden. De groep hernoemde zichzelf de Starjammers, en werd een constante doorn in het oog voor D’Ken. Summers nam de naam Corsair aan.
Jaren later ontmoette Corsair zijn zoon Scott, die nu de mutantheld Cyclops was, en de leider van de X-Men. Hoewel ze in eerste instantie niet op de hoogte waren van elkaars identiteiten, leerden ze de waarheid kennen en werden herenigd. Hoewel Corsair de Aarde nog een paar maal bezocht, zag hij de ruimte en de Starjammers als zijn nieuwe thuis.
Op een gegeven moment werd Scott gedood door Apocalypse, maar kwam later weer tot leven. Kort na zijn terugkeer bood Corsair Scott zijn excuses aan dat hij niet beter op hem had gelet gedurende Scotts tijd bij de Starjammers. Corsair vond dat aangezien hij hun vliegtuig niet in de lucht kon houden, en niet kon voorkomen dat zijn vrouw omkwam, Scott en Alex beter af waren bij de vele pleeghuizen waar ze in hadden gezeten dan bij hem. Deze verontschuldiging raakte Cyclops diep. Vlak voor de House of M verhaallijn leidde Scott een mutantenteam dat hij de Corsairs noemde. Corsair is ook nu nog lid van de Starjammers.

## Ultimate Corsair
Corsair werd in de Ultimate Marvel strips over de X-Men genoemd in de Sinister verhaallijn, maar niet als persoon. In plaats daarvan was Corsair de naam van een sciencefiction wereld die Cyclops bedacht. Het is niet bekend of Christopher Summers in de strips zal voorkomen.

## In andere media
- Corsair verscheen meerdere malen in de originele X-Men animatieserie, waarin zijn verhaal gelijk was aan dat in de strips.

- Corsair verscheen in het videospel Marvel: Ultimate Alliance.